# Moc zasady
Moc zasady – ilościowa miara chemicznej „siły działania” zasad. Miarą tej mocy jest ujemny logarytm dziesiętny ze stałej dysocjacji zasady w danych warunkach temperatury i ciśnienia, oznaczany skrótem {\displaystyle \mathrm {p} K_{b}.}
{\displaystyle \mathrm {p} K_{b}=-\log[K_{b}]}
gdzie {\displaystyle K_{b}} to stała dysocjacji zasady. Im {\displaystyle \mathrm {p} K_{b}} jest mniejsze, tym moc zasady jest większa.
Przykładowo dla NaOH:
NaOH → Na+ + OH− (dysocjacja w wodzie)
{\displaystyle K_{b}=\mathrm {\frac {[Na^{+}][OH^{-}]}{[NaOH]}} >10^{14},\;\mathrm {p} K_{b}<-14}

## Moc zasad organicznych i amoniaku
Równowaga kwasowo-zasadowa dla zasad organicznych i amoniaku ma postać:
B + H
2O  ⇄  BH+
 + OH−

{\displaystyle K_{b}=\mathrm {\frac {[BH^{+}][OH^{-}]}{[B]}} }
Wartości pKb można spotkać w starszej literaturze. Współcześnie zamiast pKb podaje się wartości pKa (moc kwasu) (oznaczane czasem jako pKBH+) dla kwasu sprzężonego BH+ danej zasady B:
BH+
 + H
2O  ⇄  B + H
3O+

{\displaystyle K_{a}'=\mathrm {\frac {[B][H_{3}O^{+}]}{[BH^{+}][H_{2}O]}} }
dla rozcieńczonych roztworów przyjmuje się {\displaystyle {[H_{2}O]}=const} i włącza je się do pKa:
{\displaystyle K_{a}=[H_{2}O]K_{a}'=\mathrm {\frac {[B][H_{3}O^{+}]}{[BH^{+}]}} }
Obie wartości skorelowane są wzorem:
{\displaystyle K_{a}K_{b}=\mathrm {\frac {[B][H_{3}O^{+}]}{[BH^{+}]}} \mathrm {\frac {[BH^{+}][OH^{-}]}{[B]}} =} {\displaystyle \mathrm {[H_{3}O^{+}][OH^{-}]} } {\displaystyle =K_{H_{2}O}=10^{-14}}
pKa + pKb = pKH2O = 14
Np. dla amoniaku pKb = 4,7 a pKa = 9,3, które to wartości dotyczą równań:
- pKb:

NH
3 + H
2O  ⇄  NH+
4 + OH−

{\displaystyle K_{b}=\mathrm {\frac {[NH_{4}^{+}][OH^{-}]}{[NH_{3}]}} =2^{-5},\;\mathrm {p} K_{b}=4,7}
- pKa:

NH+
4 + H
2O  ⇄  NH
3 + H
3O+

{\displaystyle K_{a}=\mathrm {\frac {[NH_{3}][H_{3}O^{+}]}{[NH_{4}^{+}]}} =5^{-10},\;\mathrm {p} K_{a}=9,3}
| Związek      | pKa  | pKb  |
| ------------ | ---- | ---- |
| guanidyna    | 13,6 | 0,4  |
| dietyloamina | 10,8 | 3,2  |
| amoniak      | 9,3  | 4,7  |
| anilina      | 4,9  | 9,1  |
| mocznik      | 0,1  | 13,9 |
| tiomocznik   | –1   | 15   |

## Mocne zasady
Wartości Kb mocnych zasad w wodzie są na tyle duże (około 1013 lub wyższe), że nie daje się ich zmierzyć bezpośrednio. Można jednak porównać ich moc w rozpuszczalnikach organicznych, np. w DMSO lub acetonitrylu.
Mocne zasady:
- wodorotlenki litowców: LiOH, NaOH, KOH, RbOH oraz CsOH;
- wodorotlenki berylowców (bez berylu i magnezu): Ca(OH)2, Sr(OH)2 i Ba(OH)2.